# Palácio de Monbijou

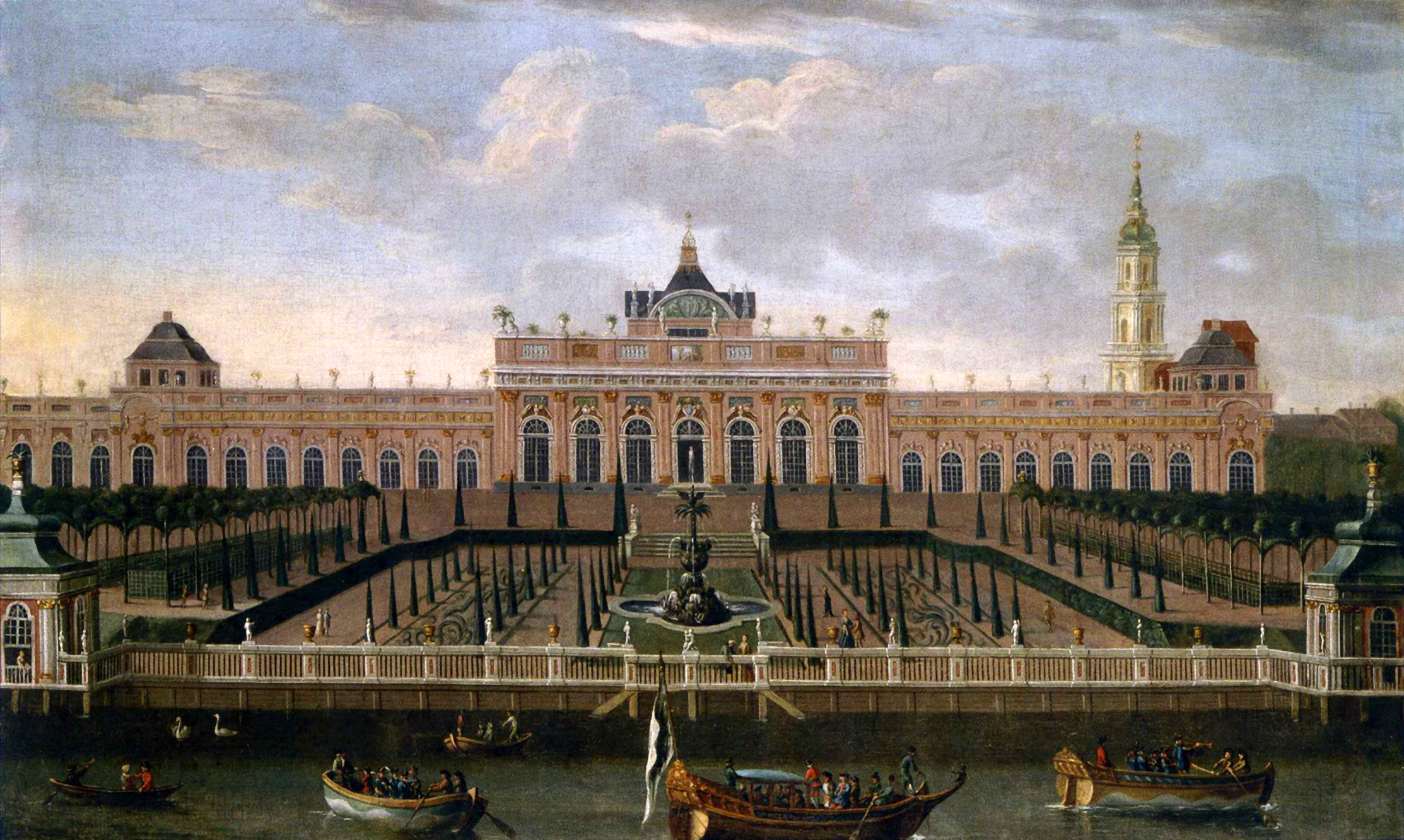
Fachada sul do Schloss Monbijou e o Rio Spree em 1739.

O Palácio de Monbijou (em alemão Schloss Monbijou) foi um palácio barroco situado em Berlim leste, na margem norte do Rio Spree. Em tempos, pertenceu aos Hohenzollern, a família real da Prússia e, mais tarde, família imperial da Alemanha. Tinha vista para a sua residência de cidade e de estado, o Berliner Stadtschloss. 
Foi o equivalente ao actual Museu Bode. Foi severamente danificado durante a Segunda Guerra Mundial, vindo a ser completamente demolido em 1959. Tal como aconteceu com muitas outras relíquias dos Hohenzollern, nunca foi reconstruído.

## História

### Os primórdios
Neste ponto da estrada militar de Spandauer (actual Oranienburger Straße), então fora dos muros de Berlim, existia na Idade Média uma exploração eleitoral com uma leitaria. Depois da Guerra dos Trinta Anos esta área ficou devastada.
Em 1649, o Príncipe-eleitor Frederico Guilherme I de Brandemburgo (o Grande Eleitor) ordenou que o campo fosse novamente cultivado e ofereceu-o à sua primeira esposa, Luisa Henriqueta de Nassau. Criou com grande empenho um modelo de exploração rural, dedicada à agricultura e aos laticínios, seguindo os exemplos holandeses. Foi aqui que cresceram, como plantas ornamentais e curiosidades, as primeiras batatas no Margraviado de Brandemburgo. Depois da morte de Luisa Henriqueta, ocorrida em 1667, a exploração passou para a posse da segunda esposa do eleitor, Sofia Doroteia de Holstein-Glücksburg. Foi então criado um jardim com uma pequena casa de Verão, o núcleo do palácio e do parque palaciano. 
Frederico I, Eleitor de Brandemburgo desde a morte de seu pai, em 1688, e priemeiro Rei na Prússia desde 1701, ampliou a construção. O Conde de Wartenberg, seu ministro dirigente e favorito, transformou o edifício senhorial numa "Casa de Recreio", um pequeno palácio com apenas 400 m² de área, construído pelo mestre de obras da corte Eosander von Göthe, entre 1703 e 1706, em estilo rococó. Frederico I legou-a à Condessa de Wartenberg, sua amante. Todavia, o seu marido caiu em desgraça junto do príncipe da coroa, em 1710, e foi demitido pelo rei.

### Residência da Rainha

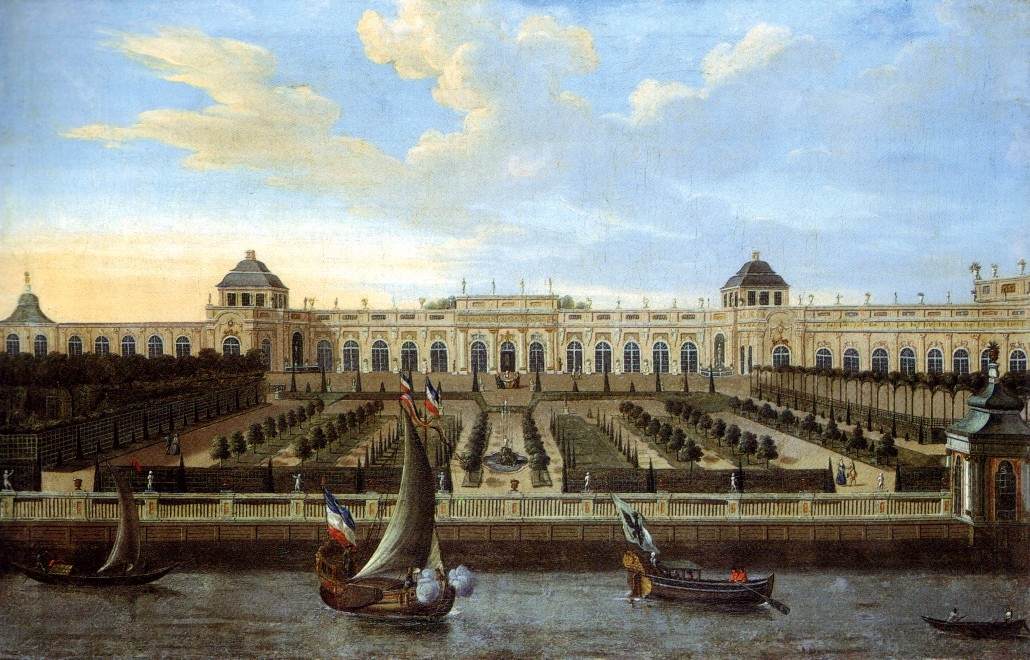
Fachada sul do Schloss Monbijou, extensão para oeste, em 1735.

A partir de 1712 o palácio serviu de residência de Verão a Sofia Doroteia de Hannover, casada desde 1706 com Frederico Guilherme, o filho e sucessor de Frederico I. Foi ela, juntamente com o seu sogro, quem atribuiu o nome ao palácio: Monbijou, com base no termo francês mon bijou ("minha jóia").
Em 1717, no decorrer da sua viagem ao estrangeiro, o Czar Pedro I da Rússia ficou alojado no Schloss Monbijou, durante dois dias, com a sua comitiva. Foi relatado pelos contemporâneos que o imóvel, após a partida dos hóspedes russos, ficou "num estado completamente arruinado". 
O filho de Doroteia, Frederico II (o Grande) deixou, ao longo do seu reinado, o palácio modernizado e consideravelmente ampliado. O seu arquitecto Georg Wenzeslaus von Knobelsdorff, superintendente de todos os edifícios reiais e arquitecto de Sanssouci, ergueu várias extensões e dependências, trazendo a construção para o Spree e expandindo as suas origens com várias dimensões. Em 1742, o "Berlinische(n) Nachrichten" anunciou a entrega da chave à rainha mãe, que, segundo o jornal, "despertou momentos altamente divertidos". Doroteia passou, todos os anos, os meses de Verão no palácio, onde deu soupées, bailes de máscaras e concertos – dos quais estava desprovida havia muito tempo. O palácio tinha o seu próprio desembarcadouro, já que, muitas vezes, os nobre preferiam chegar até ele sobre as águas em vez de tentar as estradas esburacadas.
Depois da morte da Rainha Doroteia, ocorrida em 1757, o palácio esteve desabitado durante muito tempo. A partir de 1786 foi o principal local de residência da Rainha Frederica Luísa de Hesse-Darmstadt, humilhada pelo marido, o Rei Frederico Guilherme II (chamado de Dicke Lüderjahn na voz do povo), devido às inúmeras ligações e a dois casamentos morganáticos oficiais. Frederica viria a falecer no Schloss Monbijou em 1805. Depois disso, o palácio seria destinado a residência dos membros da corte.

### O Museu dos Hohenzollern

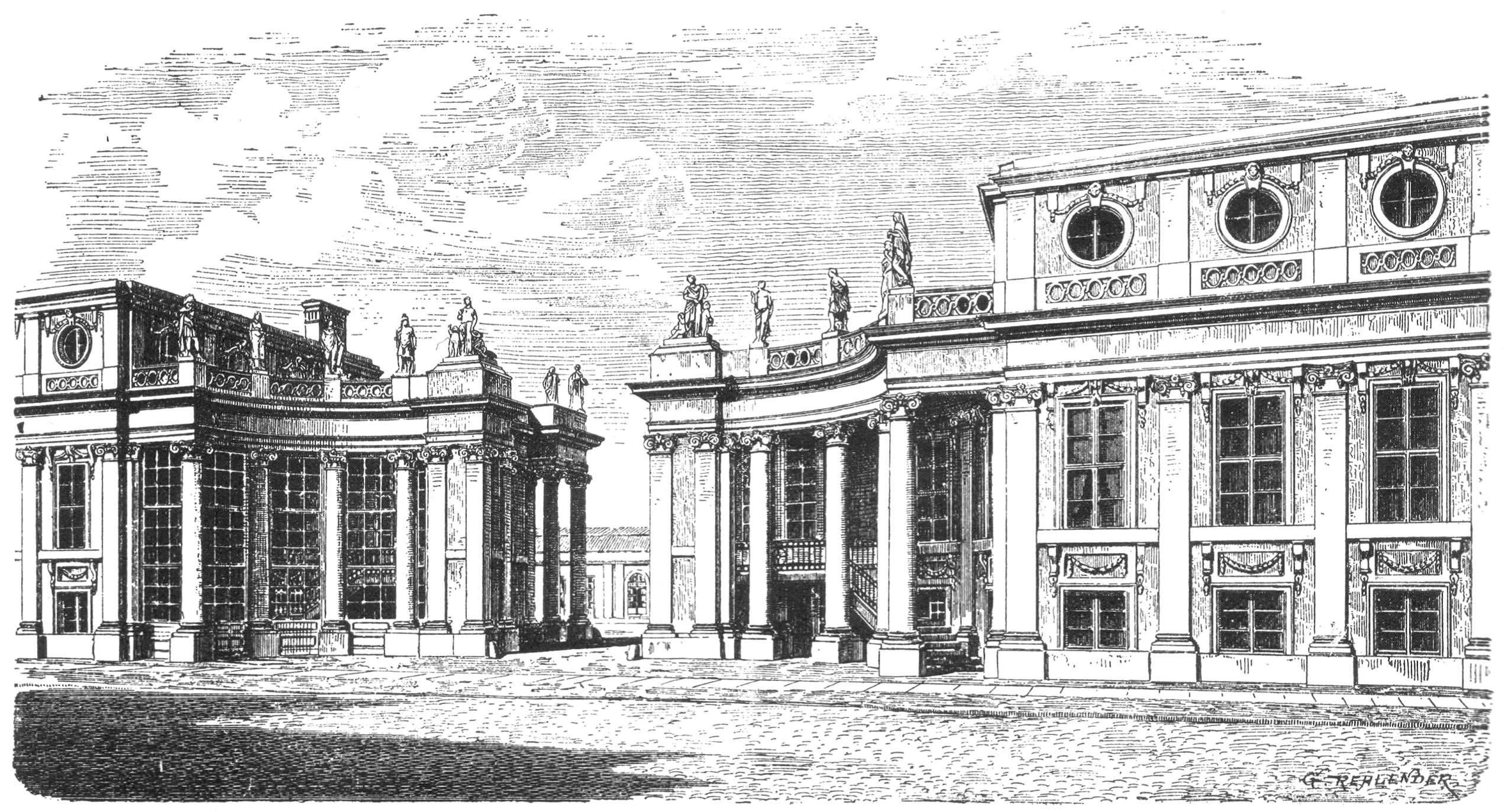
A portaria do Schloss Monbijou em 1890.

Em 1820, a chamada Germanisch-slawischen Alterthümer (Alterthümer Germânico-Eslavo) foi arranjada a partir da galeria de arte real e instalada no Schloss Monbijou como Museum für Vaterländische Alterthümer (Museu do Alterthümer Patriótico). Depois da expansão constante das novas categorias (pinturas, jóias, porcelanas), o Imperador Guilherme I abriu, por fim, em 1877, o Hohenzollernmuseum ao público com as suas 42 salas. As instalações são agora entendidas como um centro histórico-cultural, além dum local onde a Dinastia dos Hohenzollern podia comemorar a sua própria história e grandeza.

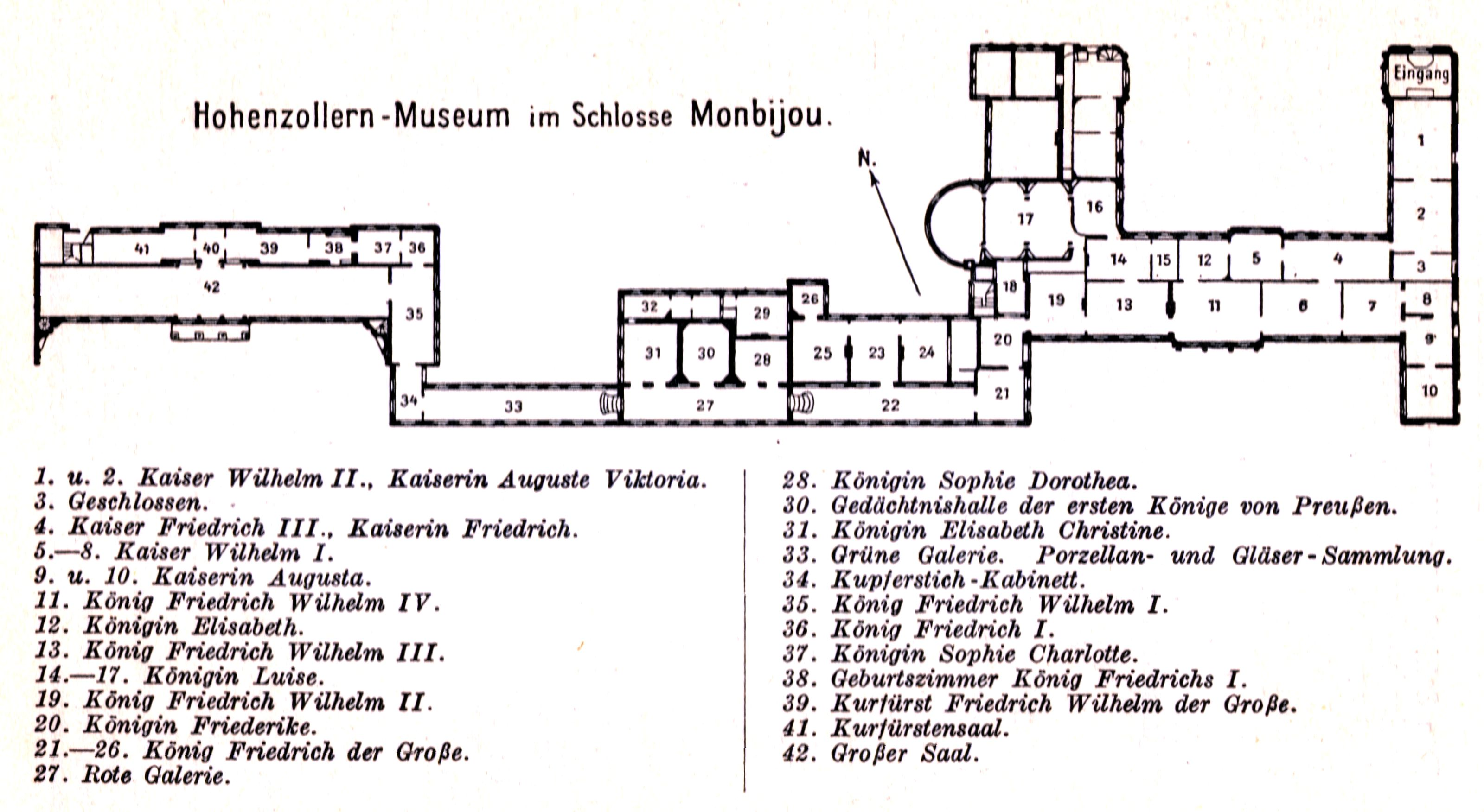
Planta do Museu dos Hohenzollern, 1904.

O museu sobreviveu à abolição da monarquia na Alemanha. O seu acervo manteve-se na posse da Casa Real, a sua gestão foi assumida pelo estado, o Schloss Monbijou manteve-se à disposição das responsabilidades assumidas e o museu conservou a sua forma habitual. O seu final só surgiria com Segunda Guerra Mundial. Grande parte das colecções foi armazenada durante a guerra e transferida para a União Soviética ou para outros locais após o fim do conflito. Em 1940-1941, Albert Speer, arquitecto favorito do ditador Adolfo Hitler, ainda propôs demolir o palácio, de forma a dar lugar à Ilha dos Museus, parte do planeamento para o grande projecto Welthauptstadt Germania ("Germânia, a capital do Mundo"). O Schloss Monbijou devia ser totalmente demolido e reconstruído no parque do Schloss Charlottenburg, entre o dique do Spree e o S-Bahn-Ring. O curso da guerra tirou o sentido a estes planos.

### Danos de guerra e demolição
Todas as janelas do palácio foram muradas em 1940 por precaução. Njm bombardeamento ocorrido em Novembro de 1943, o edifício ardeu, ficando em grande parte destruído. As ruínas mantiveram-se em pé até 1959, quando o magistrado de Berlim leste ordenou a sua demolição, apesar dos violentos protestos dos profissionais do museu e de partes da população de Berlim ocidental, aparentemente, com motivações ideológicas idênticas às de 1950, quando a irrigação da área durante a guerra tinha danificado severamente o Berliner Stadtschloss, o palácio citadino dos Hohenzollern. 
Tudo o que resta são alguns nomes. Na área compreendida entre a Oranienburger Straße e o Spree situa-se um parque de três hectares com piscina infantil, hoje chamado de Monbijoupark (Parque Monbijou). Nas proximidades existe a Monbijouplatz (Praça Monbijou), a Monbijoustraße (Avenida Monbijou) e a Monbijoubrücke (Ponte Monbijou - apenas para peões), que liga as duas margens do Spree na ponta norte da Ilha dos Museus.

## Literatura
- Thomas Kemper: Schloss Monbijou. Von der Königlichen Residenz zum Hohenzollern-Museum. Nicolai Verlag: Berlin 2005; ISBN 3-89479-162-4.
- Folkwin Wendland: Berlins Gärten und Parke von der Gründung der Stadt bis zum ausgehenden neunzehnten Jahrhundert; (Das klassische Berlin); Propyläen: Berlin 1979; S. 247-257; ISBN 3-549-06645-7.